# Mormonia peramans
Mormonia peramans är en fjärilsart som beskrevs av George Duryea Hulst 1884. Mormonia peramans ingår i släktet Mormonia och familjen nattflyn. Inga underarter finns listade i Catalogue of Life.